# Hospital de Pelegrins (Altafulla)
Hospital de Pelegrins és una casa del municipi d'Altafulla protegida com a bé cultural d'interès local. construïda entre finals del segle xvi i inicis del xvii, fou, inicialment, una casa d'acollida de pelegrins.

## Descripció
Casa de forma irregular, la porta està emmarcada per un arc de mig punt.
Sorprèn la disposició encoixinada dels carreus de la façana, que li donen un aire més majestuós a aquest edifici, que es pot datar d'entre els anys 80 del segle xvi i els 20 del XVII.
El nom d'"hospital" no li ve del seu ús actual, sinó del que se'n feu a aquella època, ja que la casa servia de lloc d'acollida per als peregrins, allí trobaven un repòs segur i confortable i al mateix temps una correcta assistència sanitària.
La casa era propietat dels Martí i Franquès. Avui és propietat d'uns pagesos que la fan servir de magatzem.

## Història
Sempre s'havia cregut que el savi naturalista Antoni de Martí i Franquès havia nascut allà, però posteriorment s'ha pogut demostrar que no era cert, ja que fou al carrer Nou núm.19, antiga via del mig.